# Dolné Mladonice
Dolné Mladonice – wieś (obec) na Słowacji położona w kraju bańskobystrzyckim, w powiecie Krupina. Pierwsze wzmianki o miejscowości pochodzą z roku 1391.
Według danych z dnia 31 grudnia 2012, wieś zamieszkiwało 119 osób, w tym 62 kobiety i 57 mężczyzn.
W 2001 roku pod względem narodowości i przynależności etnicznej miejscowość zamieszkiwali wyłącznie Słowacy.
Ze względu na wyznawaną religię struktura mieszkańców kształtowała się w 2001 roku następująco:
- Katolicy rzymscy – 94,08%
- Grekokatolicy – 0,66%
- Ewangelicy – 4,61%
- Ateiści – 0,66%